# Bränntjärnen (Säfsnäs socken, Dalarna, 666225-143272)
Bränntjärnen är en sjö i Ludvika kommun i Dalarna och ingår i Göta älvs huvudavrinningsområde.